# Apollon Alexandrowitsch Skalkowski

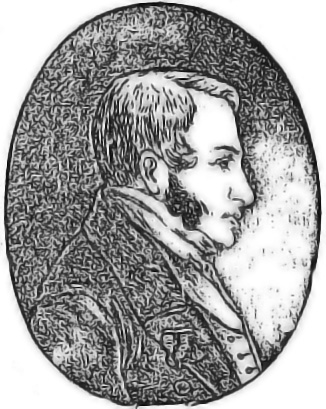
Apollon Alexandrowitsch Skalkowski (1860)

Apollon Alexandrowitsch Skalkowski (russisch Аполлон Александрович Скальковский; * 1. Januarjul. / 13. Januar 1808greg. in Schytomyr; † 28. Dezember 1898jul. / 9. Januar 1899greg. in Odessa) war ein russischer Historiker.

## Leben
Skalkowski stammte aus einer Familie der Kosaken der Tschernigowschtschina. Er studierte an den Universitäten Wilna und Moskau jeweils in der Historisch-Philologischen Abteilung mit Abschluss 1827.
Ab 1828 leitete Skalkowski mehr als 50 Jahre lang das Statistik-Hauptkomitee Neurusslands in Odessa. Für seine zweibändige statistische Beschreibung Neurusslands erhielt er 1849 den Demidow-Preis. 1856 wurde er zum Korrespondierenden Mitglied der Akademie der Wissenschaften gewählt.
Skalkowski erforschte als erster Historiker systematisch die Geschichte Neurusslands, so dass er von den Zeitgenossen als Herodot Neurusslands gepriesen wurde. Seine vielen Arbeiten enthalten wichtige Quellen zur Geschichte Neurusslands und der Saporoger Kosaken. Sein Buch über die Einfälle der Hajdamaken in die Westukraine enthält auch Materialien über die Geschichte der Juden in Kleinrussland. Aufgrund seiner Bewertung der Hajdamaken-Bewegung kritisierte er Taras Schewtschenkos Gedicht Cholodny Jar. Er untersuchte die Gefangenschaft der Juden in Saporischschja 1770–1772 und die jüdischen Kolonien in Südrussland 1880. Im Journal des Ministeriums für Volksbildung veröffentlichte er Erzählungen des Saporoger Geschichtenerzählers Nikita Leontjewitsch Korsch. Skalkowski gehörte zu den Gründern der Odessaer Gesellschaft für Geschichte und Altertümer. Neben seinen wissenschaftlichen Arbeiten veröffentlichte er auch Geschichtserzählungen.
Skalkowski war verheiratet und hatte zwei Söhne und eine Tochter. Der Älteste Alexander wurde Vizedirektor des Wirtschaftsdepartements des Innenministeriums. Der zweite Sohn Konstantin wurde Bergbauingenieur und Direktor des Bergbau-Departements des Finanzministeriums. Die Tochter Olga wurde Sopranistin am Mariinski-Theater und heiratete den Leibarzt Lew Bernardowitsch Bertenson.
Adam Mickiewicz widmete Skalkowski das Gedicht Do imionnika Apollona Skalkowskiego.
Im April 2016 wurde in Odessa die Wtoroi-Stachanowski-Gasse in Apollon-Skalkowski-Gasse umbenannt.